# Ronan, o Acusador
Ronan, o Acusador é um personagem fictício que apareceu em várias séries de quadrinhos publicados pela Marvel Comics. Ele é membro da raça alienígena Kree, ele faz parte do principal universo compartilhado da Marvel, conhecido como Terra 199999. Ronan apareceu pela primeira vez em "Fantastic Four" (vol. 1) #65 (1967), e foi criado por Stan Lee e Jack Kirby. O personagem passou a maior parte de sua existência como uma figura de vilão mas ao longo do tempo Ronan lentamente se tornou um dos mais nobres heróis.

## Biografia
Ronan nasceu no planeta Hala, capital do Império alienígena Kree na Grande Nuvem de Magalhães; é membro do "Conselho dos Acusadores", que são o equivalente a governadores, militares e juristas. Sua ascensão na hierarquia foi extraordinária, logo acabou se tornando o terceiro mais poderoso do Império Kree. A entidade conhecida como: "Inteligência Suprema" o nomeou a "Supremo Acusador do Império Kree", e neste cargo ele ficou conhecido simplesmente como Ronan, o Acusador. 
Mais tarde, Ronan foi enviado à Terra para investigar a derrota do robô Sentry - 459 para Quarteto Fantástico. Percebendo a ameaça, a equipe lutou e derrotou Ronan, o que levou uma expedição Kree para espionar e avaliar a Terra. Capitão Mar-Vell foi um dos membro da equipe que conseguiu interagir com Ronan durante a sua missão.
Ronan armou secretamente um plano com Zarek para derrubar o líder Kree: a "Inteligência Suprema", pois acreditava que o Império não deveria ser governado por uma entidade não-humanóide. Ronan consegui por um tempo mas então foi paralisado pelos poderes psiônicos de Rick Jones, e o controle do Império Kree voltou novamente para a "Inteligência Suprema".
Ronan foi dominado mentalmente pela Inteligência Suprema, e neste tempo lutou com Mar-Vell por diversas vezes. Tempos depois, Ronan recupera sua sanidade mental e retorna à sua antiga posição de Acusador Supremo. Durante a segunda guerra Kree - Skrull, Ronan executa uma duplicado do Surfista Prateado. 
Durante a Guerra Kree - Shi'ar, Ronan se une a equipe StarForce. 
Quando a Terra se torna um planeta prisão, Ronan se torna uma espécie de diretor do planeta, aparentemente subordinado aos Shi'ar, mas isso é revelado ser parte de uma armadilha elaborada pela "Inteligência Suprema" para subverter o Conselho Galáctico e usar Ego, o Planeta Vivo como uma arma. Embora Ronan fosse capaz de elevar seu poder batendo na própria energia em Ego, ele foi derrotado quando Senhor Fantástico, Homem de Ferro, Golias e Bruce Banner conseguem inventar uma máquina que transfere a essência do Ego para Quasar. Ronan enfraquecido foi derrotado e capturado por agentes dos EUA.
Quando Ronan foi falsamente acusado de traição por Tana Nilo, ele descobre que foi enquadrado por um membro do alto escalão de uma casa Kree. Anos depois Ronan defendeu o Império Kree contra os eventos da Aniquilação, limpa seu nome e mata o traidor, embora não antes de seu acusador corromper a Inteligência Suprema. Em um ato de misericórdia, Ronan mata a Inteligência Suprema e se torna o novo governante do Império Kree. 
Durante a conquista de Phalanx no Império Kree, Ronan trabalha com Super-Skrull e Wraith para libertar seu povo. 
Quando os Inumanos buscaram ajuda dos Kree contra as Invasões Secretas dos Skrull, Ronan concordou com a condição de que a princesa dos Inumanos, Crystal, tornar-se sua esposa. A proposta foi aceita e o Império Kree ajudou na batalha e na derrota dos Skrull. No dia do casamento, ele foi severamente espancado pela Guarda Imperial Shi'ar e depois hospitalizado. Ele não conseguiu se recuperar totalmente até depois da Guerra dos Reis. 
Durante a guerra no Cancerverse, Ronan foi membro da força de ataque principal do esquadrão de Nova. Em um esforço para evitar mais conflitos enormes; Ronan também se juntou aos destruidores. Eles protegeram o "Galador de Espectros" Dire e se opuseram a Igreja Universal da Verdade que tentavam reviver Magus.
Mais tarde Ronan foi separado de sua esposa de Crystal sob as ordens de Raio Negro. Esta separação foi parte de uma trégua que foi feita entre Raio Negro e a recém ressuscitada Inteligência Suprema, que para garantiu a paz entre os Inumanos e o Império Kree. Crystal e Ronan ficaram profundamente tristes com essa decisão, embora o casamento fora arranjado pelo primeiro ter forçado as suas relações. 
Durante os eventos Infinitos, Ronan, o Acusador e a Inteligência Suprema apareceram como membros do Conselho Galáctico

## Poderes e habilidades

### Atributos
Ronan tem implantes cibernéticos o que lhe da uma grande vantagem sobre seus inimigos. Ele já foi considerado um Alpha Plus por Galadorian Spaceknight Ikon.
- Fisiologia Kree: Os atributos da raça Kree consiste de resistência a venenos, toxinas e doenças, e uma força natural superior de um ser humano. Ronan é um típico Kree de pele azul em boa forma física. Seu equipamento oferece-lhe ainda mais poder.

### Habilidades
- Intelecto Superior : Ronan tem um QI elevado, e por isso ele é um excelente estrategista, bem como um especialista em interrogatórios. Isso lhe permitiu subir para uma das posições mais elevadas no Império Kree; Ronan também é um especialista em lei e na prática Kree.
- Educação Kree: Sendo de uma civilização alienígena altamente avançada Ronan também teve vasto conhecimento em tecnologia altamente avançada. Devido à educação de Ronan em outras culturas de outras civilizações, sua inteligência é superior ao dos humanos e da maioria das outras raças.

- Treinamento de Combate Kree : Ronan é excelente em combate corpo-a-corpo que é ensinado no sistema de ensino Kree.
- Armas de proficiência: Graças à sua formação, Ronan é extremamente capaz de empunhar a Arma Universal.

## Equipamento
- Armadura de combate Kree: A armadura de Ronan fornece proteção, camuflagem e um grande aumento de sua força. É também adaptável. Ronan pode disparar rajadas poderosas de seus olhos vestindo a armadura.

### Armamento
- Arma Universal: Ronan usa a mais poderosa Arma do exército dos acusadores. Ele pode usá-la para direcionar explosões de energia, criar campos de força, manipular matéria e vôo. A arma tem um mecanismo de proteção embutido que apenas os acusadores em sua armadura pode empunhá-la com segurança.

## Outras versões

### Ultimate Ronan
Na sua versão Ultimate, Ronan O Acusador é o filho de Thanos que apóia o Império Kree. Nesta versão ele é derrotado pelo Coisa
Outra versão de Ronan chamada Ro-Nan liderava uma legião de guerreiros Kree contra os Chitauri quando ambas as raças alienígenas encontraram a entidade Gah Lak Tus durante a batalha. Ro-Nan foi morto na guerra.  

### LJA/Vingadores
Ronan aparece como parte do exército da Coroa em LJA/Vingadores, e é visto sendo derrotado por Shazam.

## Em outras mídias

### Televisão
- Ronan O Acusador aparece no desenho do Surfista Prateado no episódio "Justiça Radical" como um membro dos Wanderers , um grupo constituído por várias raças alienígenas comandada por Galactus.
- Ronan aparece no desenho Fantastic Four: World's Greatest Heroes episódios: "Teste de fogo", "A Vingança dos Skrulls" e "Concurso dos Campeões".
- Ronan aparece no Super Esquadrão de Heróis episódios "O Surfista alienado" e "A Batalha Final".
- Ronan o Acusador aparece em The Avengers: Earth's Mightiest Heroes, nos episódios "Bem-vindo ao Império Kree" e "Operação Tempestade Galáctica".
- Ronan apareceu em Hulk e os Agentes de S.M.A.S.H. como um dos principais antagonistas da segunda temporada.
- Ronan reapareceu em Guardiões da Galáxia da Marvel, como um antagonista recorrente da primeira temporada.

### Cinema
- Lee Pace  interpretou o personagem no filme Guardiões da Galáxia, de 2014 e voltou a interpretá-lo em Capitã Marvel em 2019 .

### Jogos Eletrônicos
- Ronan aparece como um personagem de suporte no jogo de arcade Avengers Galactic Storm.
- Ronan aparece como um personagem destravável em 2013 no jogo Lego Marvel Super Heroes.
- Ronan é um personagem destravável em Marvel: Avengers Alliance.
- Ronan é um personagem destravável em Marvel torneio de campeões.

### Brinquedos
- Ronan foi a edição especial #14 no "Marvel Figurine Classic Collection"
- Ronan era um personagem jogável em os Guardiões Galácticos conjunto da Marvel Heroclix.